# Long Sơn, Thái Hòa
Long Sơn là một phường thuộc thị xã Thái Hòa, tỉnh Nghệ An, Việt Nam.

## Địa lý
Phường Long Sơn nằm ở phía nam thị xã Thái Hòa, có vị trí địa lý:
- Phía đông giáp xã Nghĩa Mỹ
- Phía tây giáp xã Nghĩa Tiến và xã Tây Hiếu
- Phía nam giáp huyện Nghĩa Đàn
- Phía bắc giáp các phường Hòa Hiếu, Quang Tiến và xã Đông Hiếu.

Phường Long Sơn có diện tích 16,30 km², dân số năm 2018 là 7.200 người, mật độ dân số đạt 442 người/km².
Quốc lộ 48 chạy qua địa bàn phường Long Sơn, sông Hiếu chảy dọc theo chiều dài của phường và có dãy núi đá vôi Diễn Bình.

## Lịch sử
Phường Long Sơn trước đây vốn là xã Nghĩa Hòa thuộc huyện Nghĩa Đàn.
Ngày 15 tháng 11 năm 2007, Chính phủ ban hành Nghị định số 164/2007/NĐ-CP. Theo đó:
- Chuyển xã Nghĩa Hòa về thị xã Thái Hòa mới thành lập
- Thành lập phường Long Sơn thuộc thị xã Thái Hòa trên cơ sở 424,7 ha diện tích tự nhiên và 4.541 người của xã Nghĩa Hòa.

Sau khi điều chỉnh địa giới hành chính, xã Nghĩa Hòa còn lại 1.194,93 ha diện tích tự nhiên và 2.332 người.
Đến năm 2018, phường Long Sơn có diện tích 5,50 km², dân số là 4.900 người, mật độ dân số đạt 891 người/km². Xã Nghĩa Hòa có diện tích 10,80 km², dân số là 2.300 người, mật độ dân số đạt 213 người/km².
Ngày 17 tháng 12 năm 2019, Ủy ban Thường vụ Quốc hội ban hành Nghị quyết 831/NQ-UBTVQH14 về việc sắp xếp các đơn vị hành chính cấp xã thuộc tỉnh Nghệ An (nghị quyết có hiệu lực từ ngày 1 tháng 1 năm 2020). Theo đó, sáp nhập toàn bộ diện tích và dân số của xã Nghĩa Hòa vào phường Long Sơn.

## Di tích
Trên địa bàn phường có di chỉ khảo cổ Làng Vạc.